# Rambour d'hiver
Le Rambour d'hiver est un ancien cultivar de pommier domestique retenu pour la conservation de ses fruits. Pierre Le Lectier en fait mention dans son Catalogue des arbres cultivez dans le verger de 1628.
Nom botanique: Malus d. Rheinischer Winterrambur

## Synonymes

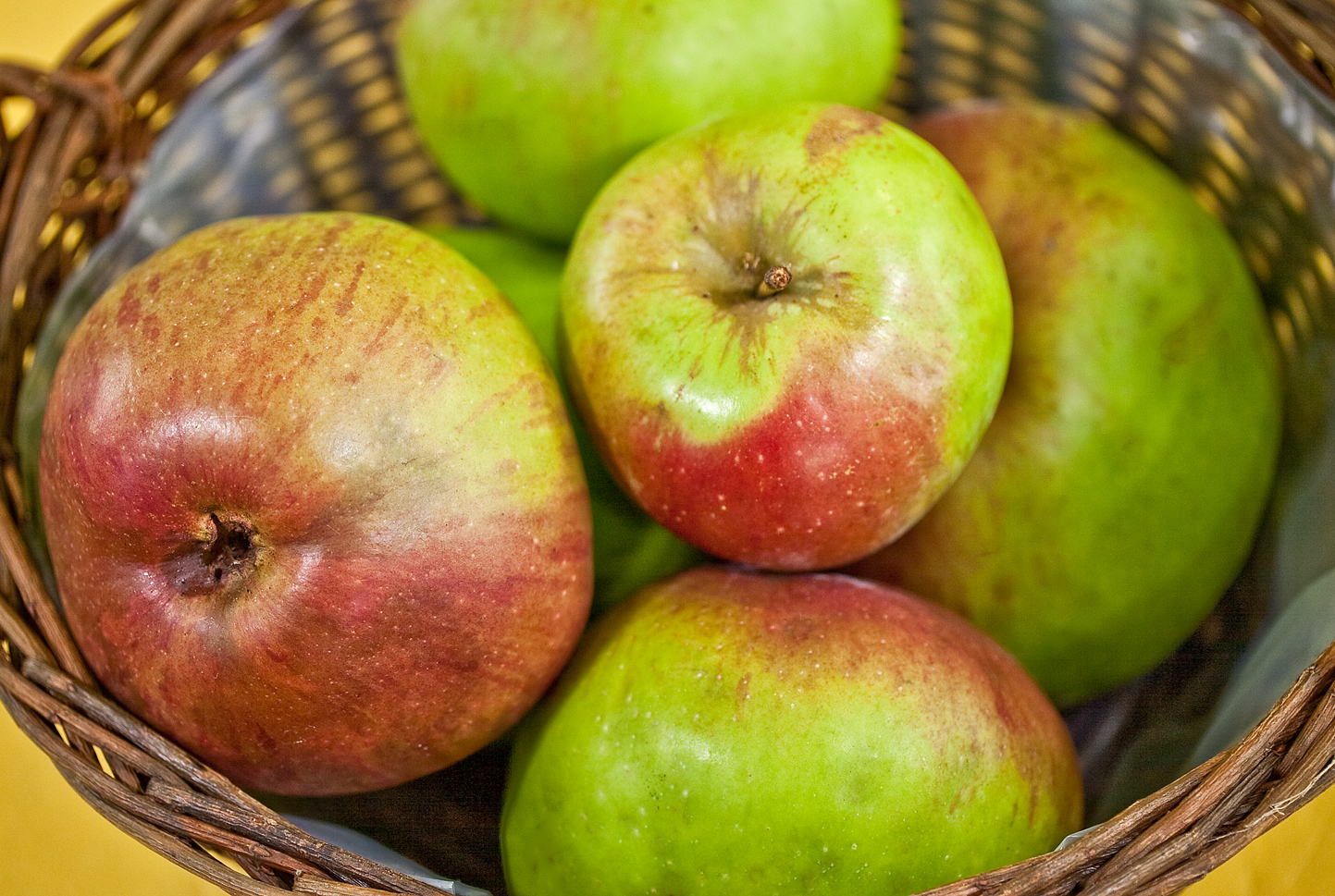
« Rambour d'hiver ».

- Rambour d'hiver du Rhin,
- Rambo,
- Rambour rouge,
- Rambour doux,
- Tardive de Bouvignies.

## Origine
Cette variété de pomme d'origine ancienne, est connue dans toute l'Europe de l'Ouest : France du nord et de l'est, Belgique, ouest de l'Allemagne.
Son nom vient du village de Rambures dans le département de la Somme et du Château de Rambures qui lui est associé ainsi que de la famille du même nom,.
Dans le verger du parc du château de Rambures,  des pommiers de cette espèce sont cultivés.

## Caractéristiques
- Usage : pomme de garde.

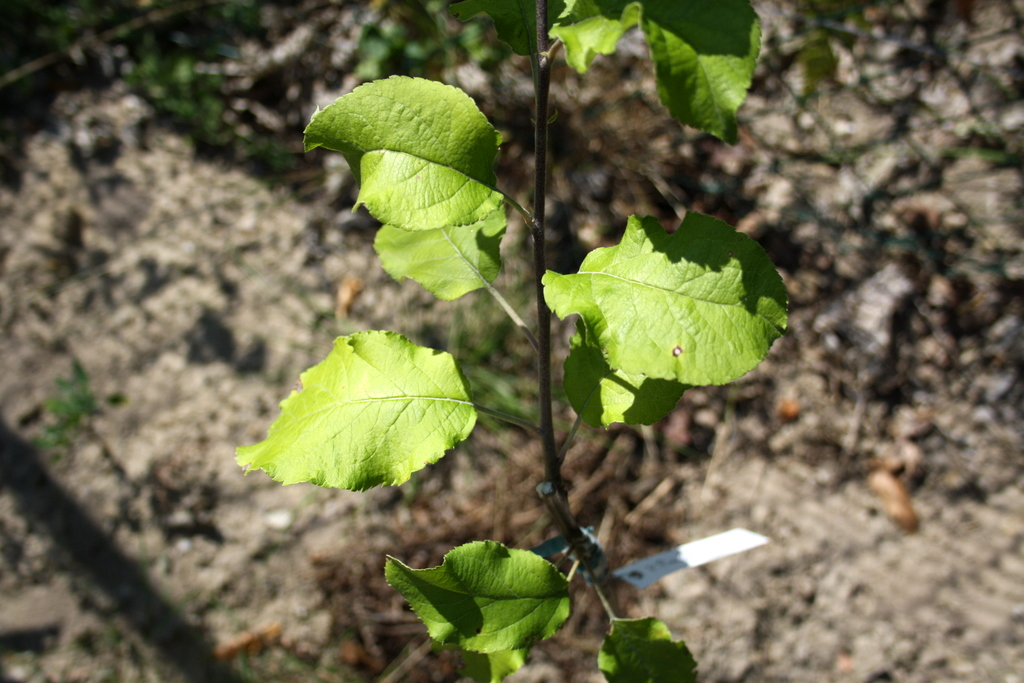
Feuillage de pommier « Rambour d'hiver ».

- Feuillage : feuilles vertes luisantes.
- Calibre : la « Rambour d'hiver » est une pomme assez grosse.
- Forme : aplatie.
- Vitamine C : très bonne concentration (14,8 mg/100 g)[3].
- Épicarpe : fin, cireux, fond jaune verdâtre lavé de rouge.
- Pédoncule : court.

Sa chair est d'un blanc jaunâtre, légèrement cassante, assez grossière, tendre et acide avec peu d'arôme.

C'est une pomme meilleure cuite que crue et une assez bonne pomme à jus.
Ses pépins sont ordinairement petits et mal formés car c'est une variété triploïde. Quand ils ne sont pas avortés, seuls 10 % des semis de ces pépins poussent correctement.

## Pollinisation
Très rustique, le pommier Rambour d'hiver résiste à des températures basses pouvant aller jusqu'à - 20 °C. C'est une variété assez rare et résistante aux maladies. 
- Ploïdie : triploïde, variété dite « à mauvais pollen »; elle ne participe donc pas à la pollinisation croisée.
- Floraison : mi-tardive, en avril.
- Pollinisation : le pommier « Rambour d'hiver » n'est pas une variété auto-fertile, il doit être planté à proximité de variétés dont la floraison survient à la même époque comme « Reine des reinettes », « Berlepsch »[5], « James Grieve », « Ontario », « Ingrid Marie », « Belle de Magny » et « Colapuy » pour assurer sa pollinisation.

## Culture
- Maturité : en octobre.

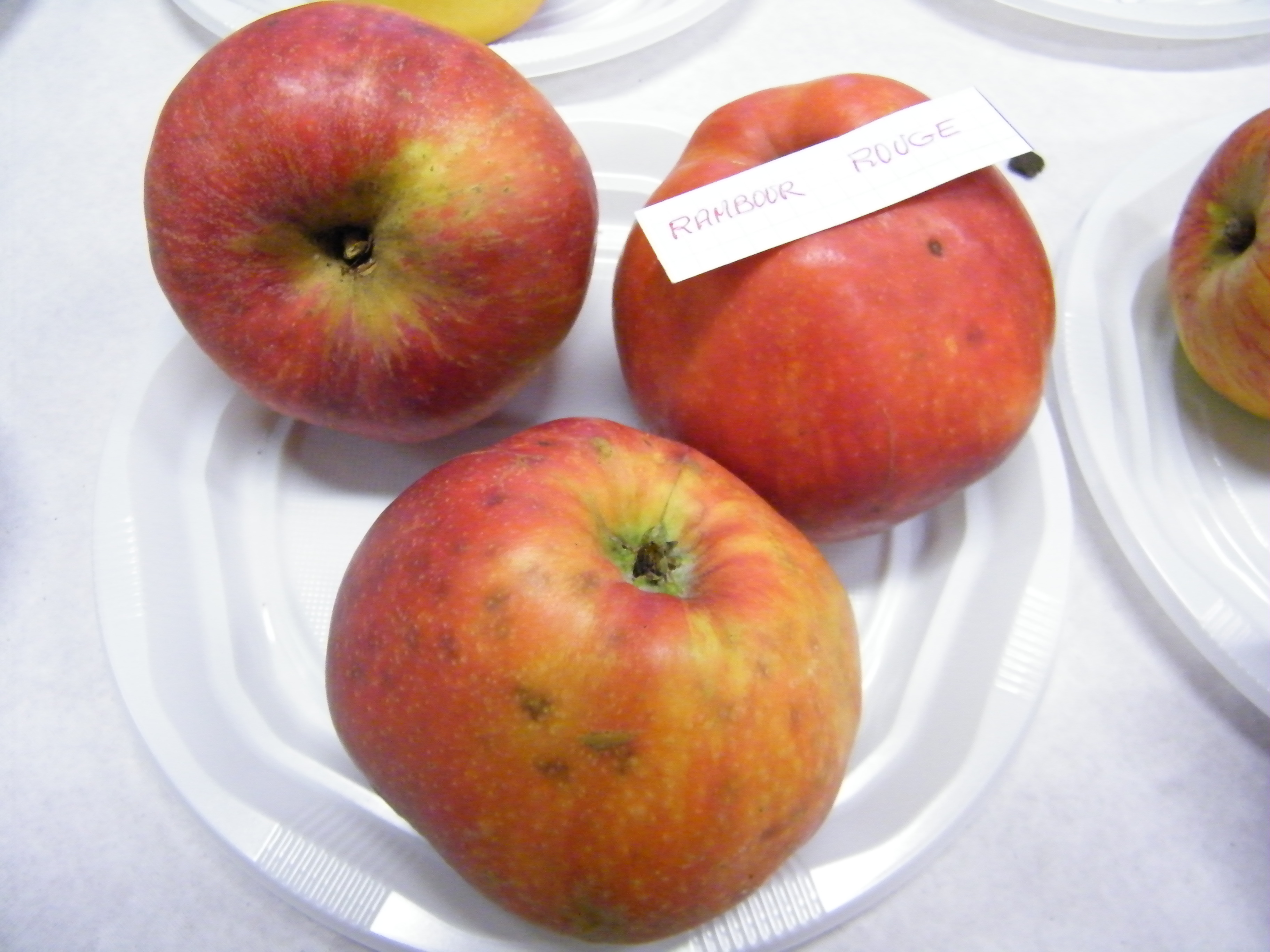
Rambour rouge.

- Conservation : sur fruitier seulement jusque janvier; en frigo, jusque fin avril.
- Vigueur : le « Rambour d'hiver » est un cultivar très vigoureux.
- Mise à fruit : sur un porte-greffe approprié, la mise à fruit est rapide.
- Forme de l'arbre : compte tenu de la forte vigueur du cultivar, on privilégiera la haute-tige. En effet, dans de bonnes conditions, son tronc peut grossir assez rapidement après le greffage, ce qui pourrait provoquer un déséquilibre entre le porte-greffe et le greffon en basse-tige. Cette difficulté peut être surmontée: les pépiniéristes distribuent des plants greffés de façon appropriée pour une croissance en basse-tige, gobelet ou fuseau.
- Maladies : c'est une variété rustique par excellence, peu susceptible aux maladies.
- Problème : risque de chute des fruits à maturité.